# Andrew Flintoff

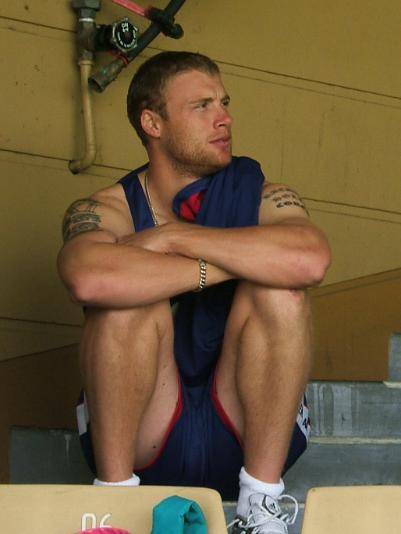

Andrew Flintoff (Preston, 6 december 1977) is een Engels voormalig cricketspeler. Tegenwoordig is hij een professioneel bokser.
Als cricketer kwam hij als fast-bowler uit voor Lancashire County Cricket Club. Flintoff debuteerde in 1998 als speler van het Engels cricketelftal. In zijn carrière werd hij onder meer vice-captain en captain van het nationale team. Op 15 juli 2009 maakte hij bekend dat The Ashes van 2009 het laatste evenement van zijn carrière in het test-cricket werd. Hij bleef wel beschikbaar voor ODI's en Twenty20-wedstrijden.
In september 2009 werd bekend dat Flintoff lijdt aan een diepveneuze trombose. Op donderdag 16 september 2010 kondigde hij aan definitief te stoppen met cricket.
Op 30 november 2012 maakte hij zijn debuut als professioneel bokser. Hij versloeg de Amerikaan Richard Dawson op punten.
In mei 2014 kondigde hij een return voor Lancashire in T20-cricket. Hij speelde twee wedstrijden voor het tweede team in juni en twee wedstrijden in de T20 Blast in juli.
Op 23 augustus 2014 speelde hij vrij onverwacht in de T20 Blast finale in en tegen Birmingham, nadat Kabir Ali in de halve finale geblesseerd raakte. Flintoff nam met de eerste bal die hij bowlde de wicket van Engels international Ian Bell (c Brown) en zijn 20 runs op nummer negen, inclusief twee zessen, zorgden bijna voor een ommekeer van een wedstrijd die verloren leek voor Lancashire.
Flintoff werd in 2019 een van de presentatoren voor het BBC programma Top Gear.